# 施南宣抚司
施南宣抚司，元朝至正十七年（1357年），明玉珍改施南道宣慰司置，治所在今湖北省宣恩县。明朝洪武四年（1371年）改为宣慰司。永乐三年（1405年）降为长官司，四年升为宣抚司。辖境约今宣恩、利川和恩施等地。清朝康熙时，改为施南土司。 